# Томоски, Борислав
Борислав Томоски (макед. Борислав Томоски; 21 сентября 1972, Скопье) — македонский футболист, выступал за сборную Македонии.

## Карьера
Начинал игровую карьеру в македонских клубах низших лиг Югославии. В 1990 году перешёл в «Воеводину», за которую сыграл по крайней мере 7 матчей в высшей лиге Югославии. После распада Югославии продолжил выступать за команду в чемпионате Союзной Республики Югославия. В 1994 году дважды вызывался в сборную Македонии, сыграв в товарищеских матчах против Словении (2:0) и Турции (0:2). В 1995 году переехал в Германию. Отыграв два сезона за «Эрцгебирге» в Регионаллиге (на тот момент — третьем по значимости дивизионе), подписал контракт с клубом высшей лиги «Ганза». В составе «Ганзы» Томоски провёл один сезон и сыграл единственный матч в Бундеслиге, появившись на замену 89-й минуте в матче 11 тура с «Шальке 04». В 1996 году он вернулся в «Эрцгебирге», где выступал в течение 4-х сезонов. Также был игроком других клубов Регионаллиги «Рот-Вайсс» Эссен, «Падерборн 07» и «Кемницер». По итогам сезона 2005/06 вылетел с «Кемницером» в Оберлигу. В 2007 году перешёл в другой клуб Оберлиги «Ауэрбах». Последние годы карьеры провёл в любительских клубах «Мотор» Чопау и «Германия» Горнау.

## Личная жизнь
Сын — Дарио (р. 2005), воспитанник клуба «Кемницер».